# Zastava M92
Zastava M92 je karabin kalibra 7,62 mm kojeg je razvila i proizvela srpske tvornice oružja Zastava Arms, Kragujevac.
Princip funkcioniranja karabina rađen je na temelju ruskoga Kalašnjikova (AK-47) kojeg odlikuje efikasan i veoma pouzdan sustav repetiranja. M92 ima mogućnost paljbe pojedinačno ili u rafalima. Jedna od zanimljivih novosti u pušci je skrivač plamena koji stavljen na ustima cijevi maskira položaj strijelca prilikom pucanja. Također, automat M92 ima pouzdan i siguran tip mehanizma za okidanje.
Izrada cijevi bazirana je na tehnologiji hladnog kovanja. Preklopivi kundak, koji jednostavno i brzo mijenja položaj, daje mogućnost korištenja oružja u mnogim jedinicama vojske i policije.
Zbog mnogih ergonomskih rješenja oružje ima blag trzaj, malu masu i vrlo je kompaktno.

## Korisnici
- Irak
- Jordan

## Vanjske poveznice
Službena web stranica proizvođača